# Aha (König)
Aha (auch Hor Aha) war ein König (Pharao) der altägyptischen 1. Dynastie (Frühdynastische Zeit) und regierte um 3000/2980 v. Chr.

## Name und Identität
Besondere Aufmerksamkeit verdient die Art und Weise, wie Ahas Serechname gestaltet ist: Bei genauerer Betrachtung ist erkennbar, dass die Füße und Krallen des Horusfalken in den Serech hinein reichen und daher der Horusfalke Schild und Keule selbst festhält (siehe hierzu obige Abbildung). Unter Ägyptologen gibt es deshalb um diese Namensdarstellung eine lebhafte Diskussion, da eine mögliche tiefere Symbolik dahinter vermutet wird. Unter Aha ist erstmals die Verwendung des symbolischen Nebtinamens als Bildpaar in Verbindung des Könignamens belegt, das unter Semerchet wiederum erstmals in Verbindung der Königstitulatur auftaucht.

### Gleichsetzung mit Menes
Aha wird von einem Teil der Forschung mit dem legendären Menes identifiziert. Für diese These spricht der Kairostein, dessen Inschrift Hinweise darauf liefert, dass zwischen Aha und König Djer noch ein anderer Herrscher für sehr kurze Zeit regiert haben muss. Da König Djer auf dem Kairostein als „Iteti“ bezeichnet wird, bliebe in diesem Falle der Name „Meni“ nur für Aha übrig, da „Teti“ ein eigenständiger Herrscher zu sein scheint. — Gegen diesen Punkt spricht, dass der Kairostein hinsichtlich der Nennung von Kartuschennamen mit größter Vorsicht zu betrachten ist, denn die bloße Erwähnung von Kartuschennamen ist ein schwerwiegender Anachronismus, da zu Lebzeiten Ahas diese Titulatur unbekannt war.
Elfenbeintäfelchen aus Ahas Grab nennen erstmals das Hieroglyphensymbol Rnpt (Renpet, „Jahr“), dargestellt durch eine kahle Palmrispe. Damit sind auf Ahas Etiketten die ersten Kalendereinträge der ägyptischen Geschichte überliefert. Das könnte ausreichend Anlass geboten haben, dass die Ägypter späterer Epochen in Aha einen „Begründer der Annalen“ und damit den Initiator für die ägyptische Geschichtsschreibung sahen. — Dagegen spricht, dass Tonsiegel aus dem Grab von Königin Meritneith, der Gemahlin von König Wadji, die Namen „Narmer“, „Aha“, „Djer“ und „Wadji“ auflisten. Die Herrscherriege beginnt also gar nicht mit Aha, dieser wurde also zu Meritneiths Zeiten nicht als erster Regent Ägyptens betrachtet. Man darf auch nicht vergessen, dass das oben erwähnte Renpet-Zeichen als Symbol für „Jahr“ erst in späterer Zeit kalendarische Bedeutung erlangte, als es um das Erfassen verwaltungstechnischer Daten zwecks Steuererhebung und Ahnenehrung ging.

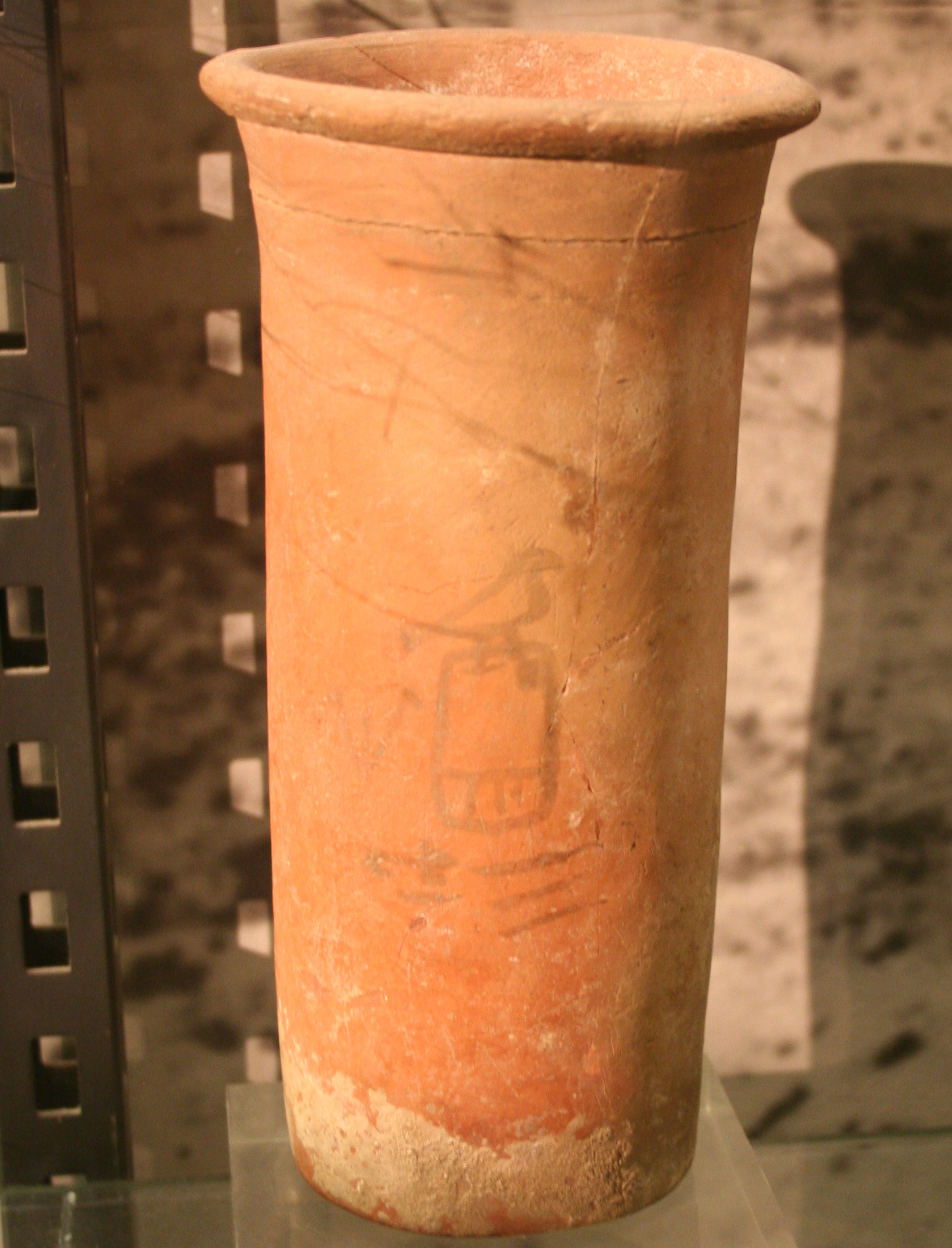
Zylindrisches Gefäß aus Sakkara mit dem Horusnamen des Aha; Kestner-Museum, Hannover

In Sakkara befindet sich die Mastaba S. 3357, in der Gefäßfragmente und Elfenbeinetiketten mit dem Namen des Aha gefunden wurden. Diese Mastaba ist eine der ältesten ihrer Art, und Sakkara war die königliche Nekropole von Memphis. Da hier kein Herrscher aus der Zeit vor Aha erscheint und Menes als Gründer von Memphis bezeichnet wird, scheint es nahezuliegen, dass nur Aha für die Gründung von Memphis verantwortlich sein kann und deshalb mit Menes identisch sein müsste. — Gegen diesen Punkt spricht, dass der Gründer einer Hauptstadt nicht zwangsläufig auch in der örtlichen Nekropole bestattet worden sein muss. König Chasechemui beispielsweise (2. Dynastie) regierte in Hierakonpolis und Memphis, wurde aber in Abydos bestattet.

### Gleichsetzung mit Teti I.

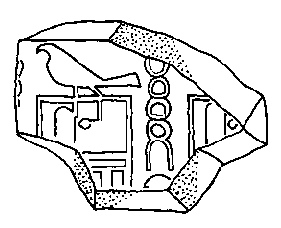
Tonsiegelfragment des Aha mit dem Namen des Prinzen „Heti“ neben dem Serech

Eine Reihe anderer Forscher tendiert dazu, König Aha mit Teti I. gleichzusetzen. Die These stützt sich dabei auf den Kairostein, der den dritten bekannten Kartuschennamen, „Iteti“, für König Djer reserviert. Da Aha der direkte Vorgänger von Djer war, ordnen einige Ägyptologen den Namen „Teti“ König Aha zu.
Dies blieb nicht unwidersprochen. Die Ägyptologen Werner Kaiser und Günter Dreyer haben die Vermutung geäußert, Teti I. könne mit Königin Neithhotep identisch sein. Hierbei wird angenommen, dass diese Königin als eigenständige Regentin die Staatsführung für ihren Neffen, König Djer, übernahm, da dieser noch minderjährig und somit zu jung für das Königsamt war. Unterstützt wird diese Annahme durch den Eintrag des Namens „Teti“ im Turiner Königspapyrus, wonach Teti I. nur 1 Jahr und 45 Tage regierte.

## Familie
Verheiratet war Aha möglicherweise mit den Damen Neithhotep und Benerib, beide aber sind in ihren Identitäten und Namen in der Forschung sehr umstritten. Die Namen von Ahas Söhnen Djer, Rechit (Rhjt), Heti (Htj) und Saiset (Sʒjst) erscheinen in Grabstätten bei Naqada, Abydos (Thinis) und Sakkara.

## Regierungszeit

### Regierungsbeginn
Tonsiegelinschriften aus den Gräbern der Königin Meritneith und des Königs Den aus Abydos enthalten die ältesten bekannten Königslisten von Herrschern der 1. Dynastie. Die Vorgängerkönige werden allesamt bei ihrem Horusnamen genannt. Erster Herrscher dieser Listen ist Narmer, auf den unmittelbar Aha folgt. Aha war demnach zweiter Herrscher der 1. Dynastie.

### Innenpolitik
Auf mehreren Täfelchen ist ein Besuch des Heiligtums der Göttin Neith verzeichnet. Dieses Heiligtum befand sich im Nordosten des Nildeltas bei Sais, wo sich bereits ein fester Kultort um diese Göttin gebildet hatte. Des Weiteren ist auf einem Jahrestäfelchen die erste bekannte Darstellung der heiligen Henu-Barke des Gottes Sokar eingraviert.
Aus Gefäßinschriften der Gräber von Aha und der Königin Neithhotep geht hervor, dass diese Königin während der Regierungszeit von Aha verstarb und dieser das Begräbnis arrangierte. Die Auswahl des Friedhofs von Naqada als Ruhestätte legt die Vermutung nahe, dass Neithhotep aus dieser Provinz stammte, und stärkt die Darlegung einiger Ägyptologen, dass sie Ahas Mutter gewesen sein könnte.

### Außenpolitik

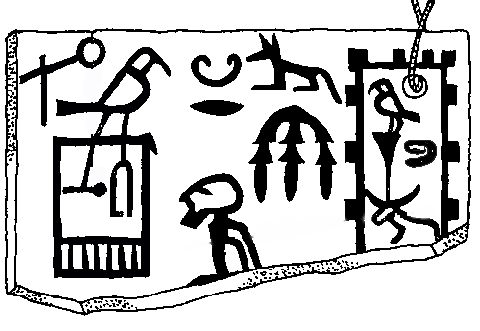
Elfenbeintäfelchen mit dem Namen des Aha

Inschriften auf Elfenbeintäfelchen aus Abydos legen einen Krieg gegen die Nubier nahe. So nennt ein Jahrestäfelchen explizit ‚das Schlagen der Nubier‘. Aha entsandte außerdem mehrere Expeditionen in den Libanon und nach Palästina. Bei En Besor im Südwesten des heutigen Israel fand sich die Ruine einer Bastion, die aufgrund von Keramik- und Elfenbeinfunden in die frühe 1. Dynastie datiert werden kann und möglicherweise unter Aha errichtet wurde. In Ahas Grab wiederum wurden Gefäßfragmente mit typisch palästinischem Dekor gefunden.

## Grabmal

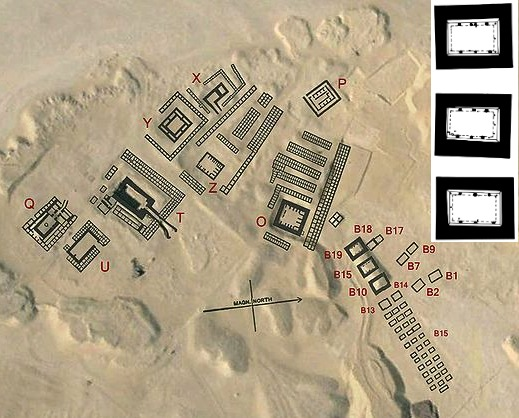
Hor-Aha's Grab in Abydos.

Das Grab von Aha liegt in der Nekropole der Könige der 1. Dynastie in Abydos, Umm el-Qaab, Nr. B10-15-19. Die Gräber sind rechteckige Kammern im Wüstenboden, die mit Lehmziegeln abgestützt wurden. Die Gräber der 0. Dynastie hatten zwei nebeneinander liegende Kammern, während das Grab von Aha drei wesentlich größere umfasst. Der Grund für diese seltsame Grabarchitektur war, dass es damals noch schwer fiel, große Decken über den Kammern zu errichten.
Holzbalken für diese Konstruktionen mussten oft aus Palästina importiert werden. Eine neue Sitte kam noch hinzu, die mit Ende der 1. Dynastie wieder unüblich wurde: Mitglieder des königlichen Haushaltes wurden zusammen mit dem Pharao bestattet, nachdem sie zuvor wahrscheinlich anlässlich der königlichen Beisetzung getötet worden waren (oder Selbstmord begingen). Unter den Begrabenen befanden sich Dienstpersonal, kleinwüchsige Menschen, Frauen und sogar Hunde. Im Falle des Aha wurden insgesamt 36 Nebengräber in drei parallelen Reihen angelegt. Als Symbol des Königtums wurde dem Pharao auch eine Gruppe junger Löwen mitgegeben.
Unter Aha wurde die Königsnekropole von Sakkara begründet, da unter ihm dort ein mastabaförmiges Zweitgrab anlegt wurde, mit den Maßen 41,60 m × 15,55 m, was in ägyptischen Ellen eine Breite von 80 × 30 Ellen ergibt. An jeder Längsseite befanden sich neun Nischen in Palastfassadenstil und an den Schmalseiten jeweils drei.
Im Norden der von einer Ziegelmauer umschlossenen Anlage befand sich ein Talbezirk. Es handelt sich um eine rechteckige Einfriedung, in der vermutlich die Totenfeierlichkeiten stattfanden. In diesem Bezirk ist laut Rainer Stadelmann ein Miniaturmodellbezirk eines Palastes sowie eine Bootsgruppe gefunden worden.
Des Weiteren befanden sich in dem aus Ziegeln erbauten Bezirk „Ablaufbecken“, die auf einen Opferkult schließen lassen.
Durch die Erbauung eines Gutes zur Versorgung mit Opfergütern nahe Sakkara gründete Aha eine der Siedlungen, die im Laufe der ägyptischen Geschichte zusammenwachsend die Stadt Memphis bilden sollten.